# Tümer Metin
Tümer Metin (Zonguldak, Turska, 14. listopada 1974.) je bivši turski nogometaš i nacionalni reprezentativac.

## Karijera

### Klupska karijera
Metin je rođen u Zonguldaku na sjeveru Turske te je karijeru započeo u tamošnjem Zonguldaksporu. Nakon tri godine igranja za klub, igrača 1997. godine kupuje Samsunspor. Za klub je nastupao do 2001. kada zajedno u paketu s İlhanom Mansızom prelazi u istanbulski Beşiktaş. Tijekom pet sezona igranja za klub, Metin je s njime osvojio prvenstvo (2003.) i nacionalni kup (2006.).
U lipnju 2006. potpisuje za gradskog rivala Fenerbahçe. S njime je 2007. osvojio dvostruku krunu dok tijekom zimskog prijelaznog roko u siječnju 2008. odlazi na posudbu u grčku Larissu. Nakon što mu je istekao ugovor u matičnom Fenerbahçeu, Tümer Metin ostaje u Larissi gdje je proveo dvije sezone.
9. kolovoza 2011. potpisuje jednogodišnji ugovor za Kerkyru s otoka Krfa, međutim, igrač je nakon točno četiri mjeseca objavio prekid igračke karijere.

### Reprezentativna karijera
Tümer Metin bio je turski reprezentativac u razdoblju od 2003. do 2009. godine. U tom periodu je skupio 26 nastupa u nacionalnom dresu te je zabio sedam pogodaka. Bio je član reprezentacije koja je natupala na EURU 2008. gdje je stigla do polufinala u kojem je izgubila od Njemačke.

#### Pogoci za reprezentaciju
| #  | Datum               | Mjesto                                 | Protivnik   | Pogodak | Rezultat | Natjecanje                          |
| -- | ------------------- | -------------------------------------- | ----------- | ------- | -------- | ----------------------------------- |
| 1. | 6. rujna 2003.      | Vaduz, Lihtenštajn                     | Lihtenštajn | 1 : 0   | 3 : 0    | Kvalifikacije za EURO 2004.         |
| 2. | 3. rujna 2005.      | BJK İnönü, Istanbul, Turska            | Danska      | 2 : 1   | 2 : 2    | Kvalifikacije za SP u Njemačkoj 06' |
| 3. | 7. rujna 2005.      | Olimpijski stadion, Kijev, Ukrajina    | Ukrajina    | 1 : 0   | 1 : 0    | Kvalifikacije za SP u Njemačkoj 06' |
| 4. | 12. listopada 2005. | Nacionalni Stadion, Tirana, Albanija   | Albanija    | 1 : 0   | 1 : 0    | Kvalifikacije za SP u Njemačkoj 06' |
| 5. | 2. rujna 2006.      | Commerzbank-Arena, Frankfurt, Njemačka | Malta       | 2 : 0   | 2 : 0    | Kvalifikacije za EURO 2008.         |
| 6. | 24. ožujka 2007.    | Karaiskakis, Pirej, Grčka              | Grčka       | 3 : 1   | 4 : 1    | Kvalifikacije za EURO 2008.         |
| 7. | 26. ožujka 2008.    | Minsk, Bjelorusija                     | Bjelorusija | 2 : 2   | 2 : 2    | Prijateljska utakmica               |

## Osvojeni trofeji

### Klupski trofeji
| Klub       | Trofej           | Sezona / godina |
| Turska     | Turska           | Turska          |
| ---------- | ---------------- | --------------- |
| Beşiktaş   | Tursko prvenstvo | 2002./03.       |
| Beşiktaş   | Turski kup       | 2006.           |
| Fenerbahçe | Tursko prvenstvo | 2006./07.       |
| Fenerbahçe | Turski Superkup  | 2007.           |

## Vanjske poveznice
- National Football Teams.com